# Штопор (інструмент)

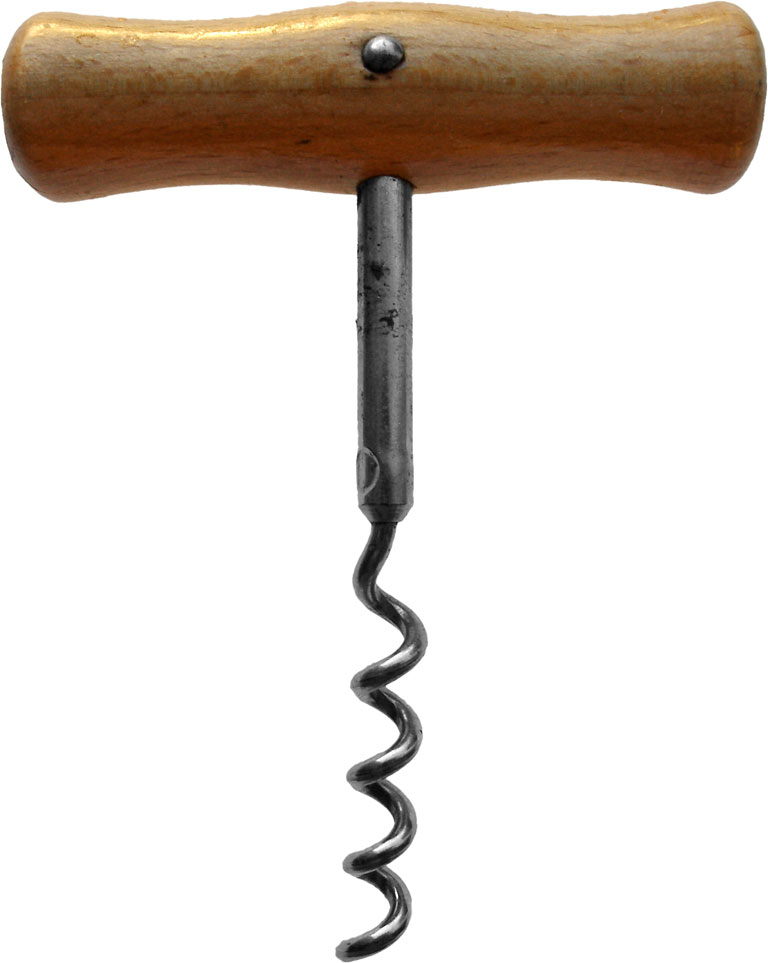
Штопор

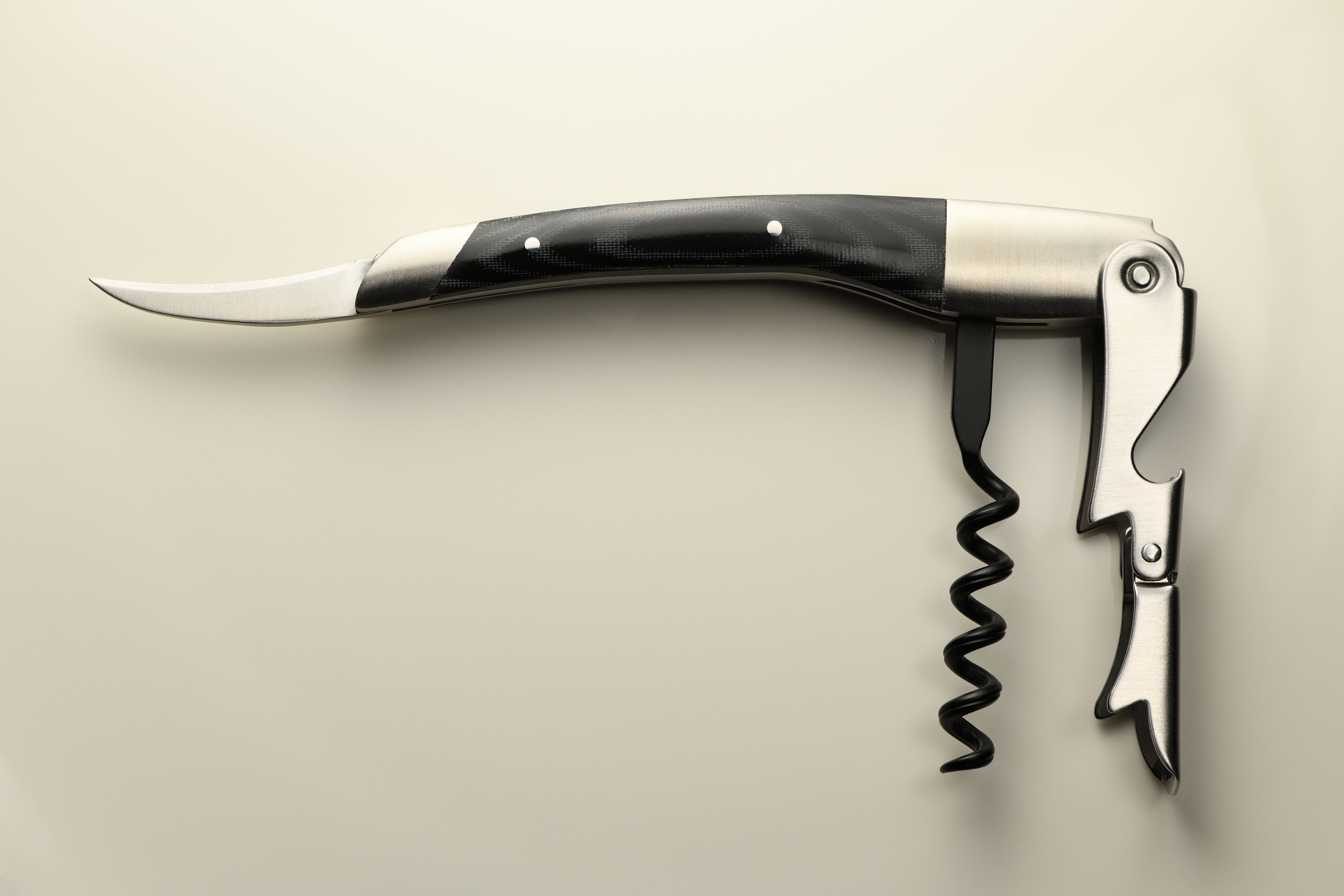
Різновид штопора — ніж сомельє

Што́пор, коркотя́г, корківник, іноді корка́ч, коркотяжка, діал. трибушо́н — пристрій для відкорковування пляшок, закритих корком.
Походження слова штопор не зовсім ясне: або від нім. Stopper («інструмент для набивання»), або від нід. stopper, утвореного від stop («корок»).

## Історія
Вважається, що штопор винайдено в Англії. В одному з документів, датованому 1861 роком, пристрій описується так: «Сталевий гвинт, що використовується для виймання корка з пляшок». Перший патент на штопор був виданий у 1795 році англійцю Семюелю Геншеллу. 1860 року М. Л. Бірн отримав патент на «буравчик з дерев'яною ручкою Т-подібної форми».

## Види штопорів

### Важільні

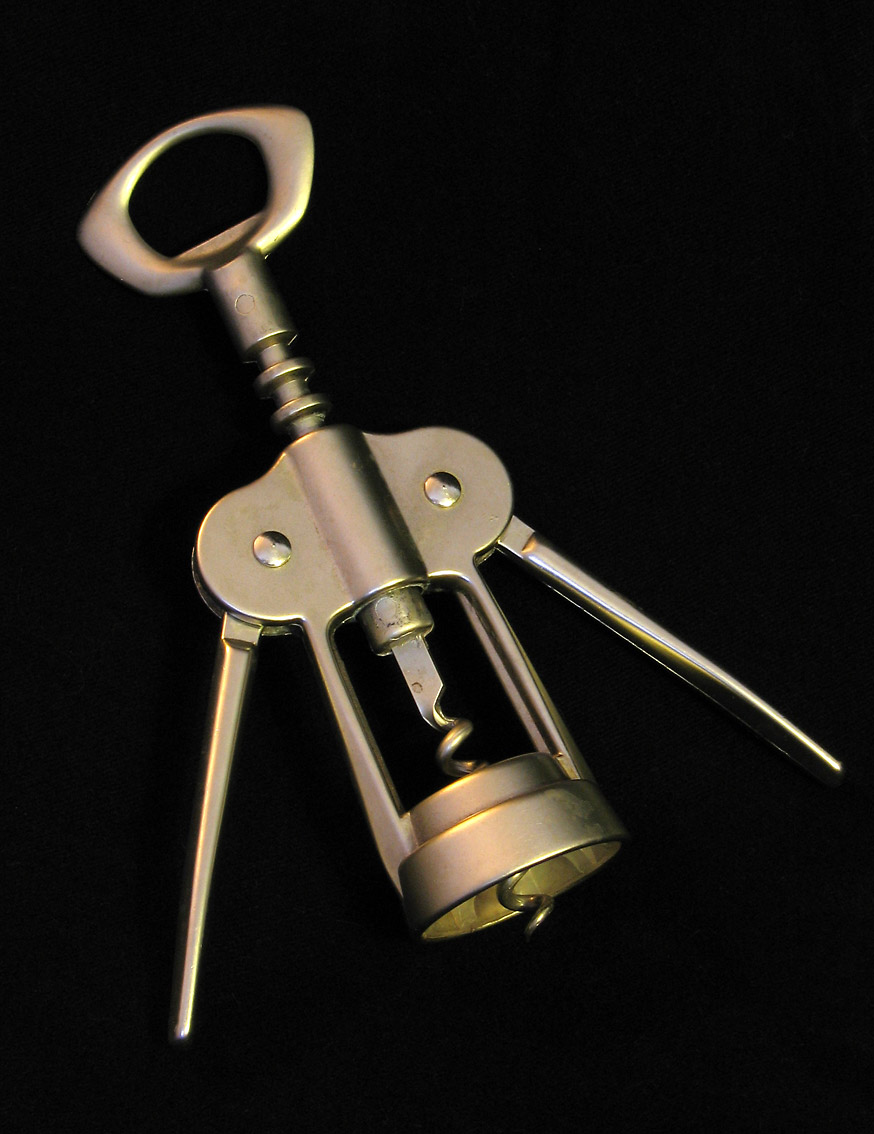

Використовується простий або складний важіль, завдяки якому зменшується витрата сил, необхідна для вийняття корка.
Використання важільних штопорів було пов'язано з проблемою: тертя металевої спіралі об корок ускладнювало витягування, і спіраль проверталася або руйнувала корок. У 1978 році американець Герберт Аллен запропонував покривати спіраль шаром тефлону. Завдяки тому, що у тефлону коефіцієнт тертя нижчий, ніж у звичайного металу, це дозволило підвищити ефективність і надійність штопорів. Аллен згодом почав співпрацювати з британською фірмою Metrokane.
Одним з різновидів важільних штопорів є професійний «коркотяг сомельє», в ньому важіль створюється завдяки упору, який ставиться на шийку пляшки.

### Обертальні
У них корок виймається обертанням ручки. Після того, як спіраль входить у корок до самого кінця, обертання продовжується в протилежному напрямку і корок виймається з горлечка пляшки.

## Колекціонування
Дональд Булл, автор книги «Велика книга штопорів», має колекцію, яка складається з 4000 експонатів. Ціна на деякі коркотяги може сягати декількох тисяч доларів. Так, штопор 1842 року був проданий на аукціоні за 31280 доларів.

## Виробники штопорів
| - Armstrong - Cope & Cutler - A. P. Debouchoir, Франція - Dowler - Dunisch & Scholer, Німеччина - Farrow & Jackson - Griffon Cutler Works, Німеччина - John & Robt Harvey & Co Ld, Glasgow - James Heeley & Sons - G. F. Hipkins & Sons - Carl Hollweg, Німеччина - Edmund Jansen - Theodor Kampf, Німеччина - Korkmaster, США - Leboullanger - Arthur Lehmann & Co, Peoria, Illinois - W. R. Loftus, 321 Oxford St - William Lund Cornhill and Fleet St, London - Mercier & Co, Франція | - Monopol, German - Lucien Mumford, США - W. Neues, Німеччина - Noyles - Pulltex, Іспанія - Rockwell Clough, США - Sanbri, Франція - Sommer, Німеччина - Stephen Plant - Sturo, Італія - Syracuse Ornamental Company (Syroco) of Syracuse, New York - Sir Edward Thomason - Vaughan, США - Vogliotti, Італія - Williamson, США - Wingfield & Co, Sheffield - Johan Wolters, Німеччина |

## Інші пристрої
Окрім штопора, для відкорковування пляшок також використовують вилкові відкривачки.